# 六龜庄
六龜庄為臺灣日治時期1920年至1945年間存在之行政區，原隸屬高雄州屏東郡，自1932年改隸旗山郡。今高雄市六龜區及桃源區建山里。1934年時有人口5,957人。

## 行政區劃
六龜地區在清代屬楠梓仙溪東里、港西上里，在1897年5月分別隸屬於臺南縣蕃薯藔辨務署、鳳山縣阿里港辨務署。1898年2月5日，鳳山縣公告劃設區，港西上里在六龜的部份劃為「新威區」。1898年6月28日，鳳山縣被併入臺南縣，而阿里港辨務署被併入阿猴辨務署。1900年4月1日，原由阿猴辨務署所屬的新威地區併入蕃薯藔辨務署。1900年11月15日，六龜地區分為蕃薯藔辨務署的荖濃區、龍肚區。1901年11月11日，臺灣的行政區劃改為二十廳，羅漢外門里隸屬於「蕃薯藔廳」，港西上里的新威隸屬於「阿猴廳」。1904年2月16日，蕃薯藔廳施行街庄整併，並分為12區。1909年1月1日，蕃薯藔廳直轄的龍肚區、阿里關支廳的六龜里區劃出新設「六龜里支廳」，支廳位於六龜里庄。1909年4月20日，增設「新開庄」。六龜地區在此時期的劃分如下：
- 龍肚區
  - 港西上里：新威庄
- 六龜里區
  - 楠梓仙溪東里：六龜里庄、土壠灣庄、荖濃庄、新開庄

1909年10月25日，臺灣的行政區劃改為十二廳，蕃薯藔廳因此廢止，被併入阿緱廳，隸屬「阿緱廳蕃薯藔支廳」。1910年1月18日，六龜里區包含六龜里庄、土壠灣庄、新威庄，荖濃區包含荖濃庄、新開庄。1920年10月1日，原堡里鄉澚之行政區廢除，街庄社改為大字，「六龜里」改稱「六龜」，而上述街庄合併為高雄州屏東郡六龜庄，轄域內分為轄域內分為六龜、新威、土壠灣、荖濃、新開等5個大字。1932年12月1日，六龜庄從屏東郡劃入旗山郡。
二戰後，六龜庄改為高雄縣旗山區六龜鄉。
| 1904年       | 1904年   | 1904年                                           | 1920年 | 1920年 | 現在         |
| 堡里         | 區       | 街庄社                                           | 街庄   | 大字   | 鄉鎮         |
| ------------ | -------- | ------------------------------------------------ | ------ | ------ | ------------ |
| 港西上里     | 龍肚區   | 新藔庄、新威庄                                   | 六龜庄 | 新威   | 六龜區       |
| 楠梓仙溪東里 | 六龜里區 | 六龜里庄、舊庄、狗藔庄、二坡仔庄、官苓坑庄       | 六龜庄 | 六龜   | 六龜區       |
| 楠梓仙溪東里 | 六龜里區 | 尾庄、中庄、土壠灣庄、塚仔埔庄、新開庄           | 六龜庄 | 土壠灣 | 六龜區       |
| 楠梓仙溪東里 | 六龜里區 | 尾庄、中庄、土壠灣庄、塚仔埔庄、新開庄           | 六龜庄 | 新開   | 六龜區       |
| 楠梓仙溪東里 | 六龜里區 | 大苦苓庄、獅額頭庄、蔴鹿埔庄、下荖濃庄、上荖濃庄 | 六龜庄 | 荖濃   | 六龜、桃源區 |

## 區、庄長
- 六龜里區長
  - 黃金連：1910年
  - 邱貴興：1911~1912年
  - 邱秀琳：1913~1916年
  - 邱添麟：1917~1920年
- 荖濃區長
  - 吳連生：1910~1916年
  - 傅鹽梅：1917~1918年
  - 陳進發：1919~1920年
- 六龜庄長
  - 洪見濤：1920~1924年
  - 韓哲卿：1925~1932年
  - 柴田三郎：1933~1945年[13]

## 設施
- 六龜庄役場
- 臺灣總督府專賣局六龜出張所
- 六龜郵便局（1912年設立，1935年裁撤，1943年復設立[14]）
- 六龜尋常小學校→六龜國民學校（六龜區公所現址）
- 六龜公學校→六龜南國民學校（今六龜國小）
- 荖濃國民學校（今荖濃國小）
- 新威公學校→新威國民學校（今新威國小）
- 六龜天滿祠
- 六龜隧道
- 六龜警備線
- 池田屋

- 京都帝國大學農學部附屬台灣演習林及構內神社（今扇平一帶）